# 莫敬用
莫敬用（越南语：／，16世纪—1598年）是越南莫朝宗室。莫太宗莫登瀛的曾孫，一說是莫敬止之子，另一說是莫宣宗莫福源之子。
1593年，後黎朝北伐，莫朝崩潰，莫敬止被殺。三月，莫敬用據太原，對抗後黎朝。1594年九月，莫敬用派春山侯與文國公等將兵襲攻太原，效順將廉郡公戰死。節制鄭松派太尉阮潢統兵在武崖攻破莫軍。當時太原諸縣被莫敬用等所占，諒山被慶王莫敬寬等所據，所在劫掠，地方人民多半不得歸農，田野荒廢。1595年四月，節制鄭松派指揮使忠信侯、太原總兵德澤侯賴世責領兵至感化州，遇到莫敬用，斬首六百級，獲公象一隻、馬十匹及軍需器械。
1598年八月，莫敬用在安博州自稱威王，後來多次戰敗並缺少糧食，打算誘殺士官富良侯並奪取其轄下土地人民，但被富良侯察覺。莫敬用率子弟逼迫，富良侯將計就計，派妻子詐降。莫敬用挑選親近子弟四十人，進入富良侯村宅。富良侯派兵緊閉關隘，親自出村宅迎接莫敬用，說附近有一處深山，遠且深險，請莫敬用率領親近數人據守深山，富良侯將遣家人贍給奉侍，其餘子弟暫居村宅。莫敬用進入深山後，富良侯將留在村宅的子弟全部殺死，不許泄露與莫敬用得知。富良侯秘密派人馳吿京師，乞兵救援。於是，鄭松派都督林郡公、廣郡公、華陽侯等領兵到富良侯村宅，擒獲莫敬用，俘送京師。富良侯獲升為總兵。十月二十八日，後黎朝絞殺莫敬用于東門市。1621年，莫敬恭讓位於慶王莫敬寬，後者在大慈縣即位稱帝，更元隆泰，尊莫敬恭為太上皇。